# Стокс (лунный кратер)
Кратер Стокс (лат. Stokes), не путать с кратером Стокс на Марсе, — большой ударный кратер в северном полушарии видимой стороны Луны. Название присвоено в честь английского математика, механика и физика-теоретика ирландского происхождения Джорджа Стокса (1819—1903) и утверждено Международным астрономическим союзом в 1964 г. 

## Описание кратера

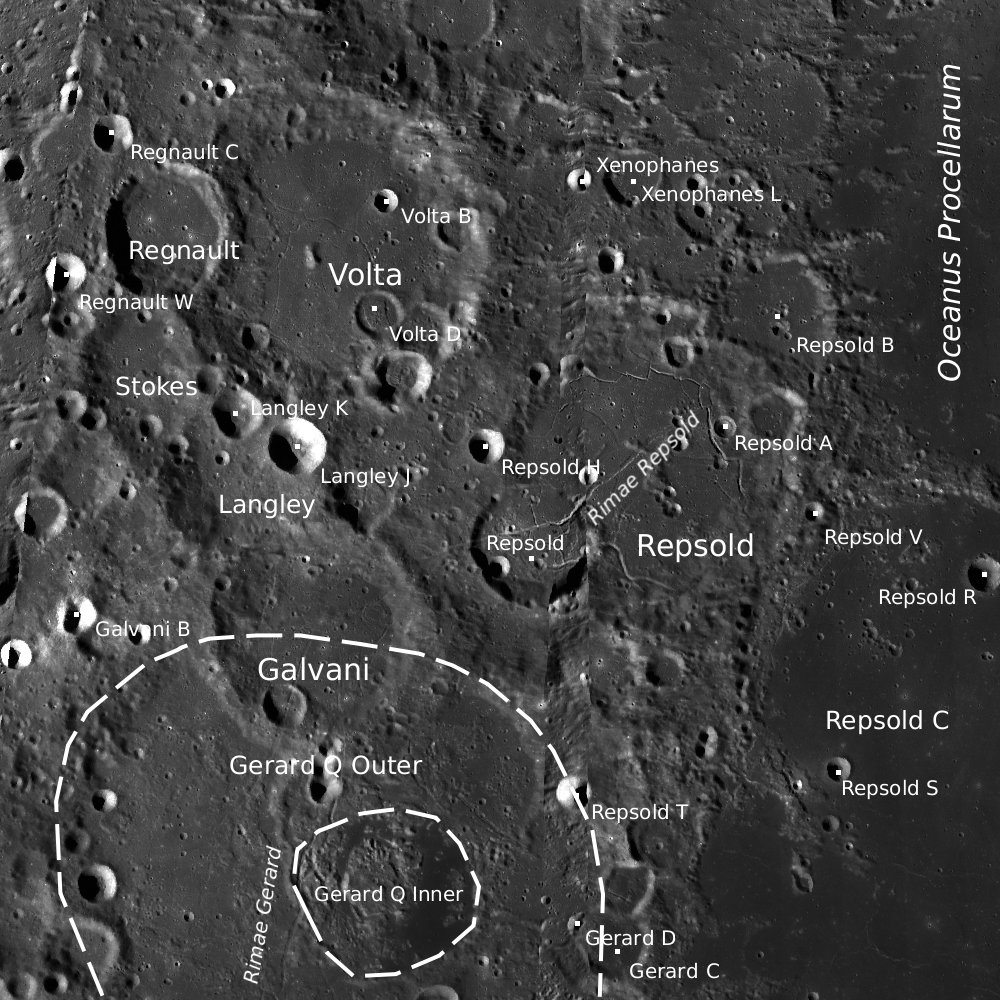
Окрестности кратера Стокс. Снимок зонда Lunar Rec.

Ближайшими соседями кратера Стокс являются кратер Реньо примыкающий к северной части его вала; кратер Вольта примыкающий к северо-восточной части вала и кратер Ланглей примыкающий к юго-восточной части вала. Селенографические координаты центра кратера 52°22′ с. ш. 88°07′ з. д. / 52,36° с. ш. 88,11° з. д., диаметр 53,9 км, глубина 1830 м.
Кратер Стокс имеет близкую к циркулярной форму несколько измененную под влиянием соседних кратеров (см. выше) и значительно разрушен. Северная и северо-восточная части вала несколько спрямлены, восточная, южная и северо-западная части вала перекрыты несколькими небольшими кратерами. Южная часть чаши пересеченная, покрыта породами выброшенными при образовании соседних кратеров. Северная часть чаши ровная, у подножия северной части внутреннего склона находится маленький чашеобразный кратер.

## Сателлитные кратеры
Отсутствуют.

## См.также
- Список кратеров на Луне
- Лунный кратер
- Морфологический каталог кратеров Луны
- Планетная номенклатура
- Селенография
- Минералогия Луны
- Геология Луны
- Поздняя тяжёлая бомбардировка